# Peperomia nummularifolia
Peperomia nummularifolia är en pepparväxtart som beskrevs av E. Garcia. Peperomia nummularifolia ingår i släktet peperomior, och familjen pepparväxter. Inga underarter finns listade i Catalogue of Life.